# Lesjaskogsvatnet
Lesjaskogsvatnet (auch: Lesjaskogsvatn) ist der Name eines Sees in der norwegischen Kommune Lesja in Innlandet. Der See ist ca. 10 km lang und liegt auf 611 m Höhe.
Der See ist der einzige in Norwegen, der zwei Abflüsse hat. Diese sind die Quellen für zwei bekannte große norwegische Flüsse. Im Südosten bei Lesjaverk beginnt der Lågen (Gudbrandsdal) und im Nordwesten bei Lesjaskog beginnt die Rauma.